# Tamniès
Tamniès ist eine französische Gemeinde mit 405 Einwohnern (Stand 1. Januar 2022). Sie liegt auf einem steilen Fels über dem Tal der Grande Beune im Périgord noir im Département Dordogne.
Die Straße nach Tamniès führt in engen Serpentinen auf die Anhöhe. Die am Ortseingang stehende Dorfkirche stammt aus dem 13. Jahrhundert. Neben dem Eingang zur Kirche wurde von den Einwohnern ein kleines Museum mit prähistorischen Werkzeugen und anderen Fundstücken eingerichtet. Gegenüber sind noch Gebäude eines ehemaligen Klosters erhalten.
Das Ortsbild wird von alten Bruchsteinhäusern mit blumengeschmückten Innenhöfen und pittoresken Winkeln bestimmt. Auf dem Platz vor der Kirche erinnert ein am 14. Juli 1790 gepflanzter, hohler Baum an den ersten Jahrestag der Französischen Revolution.

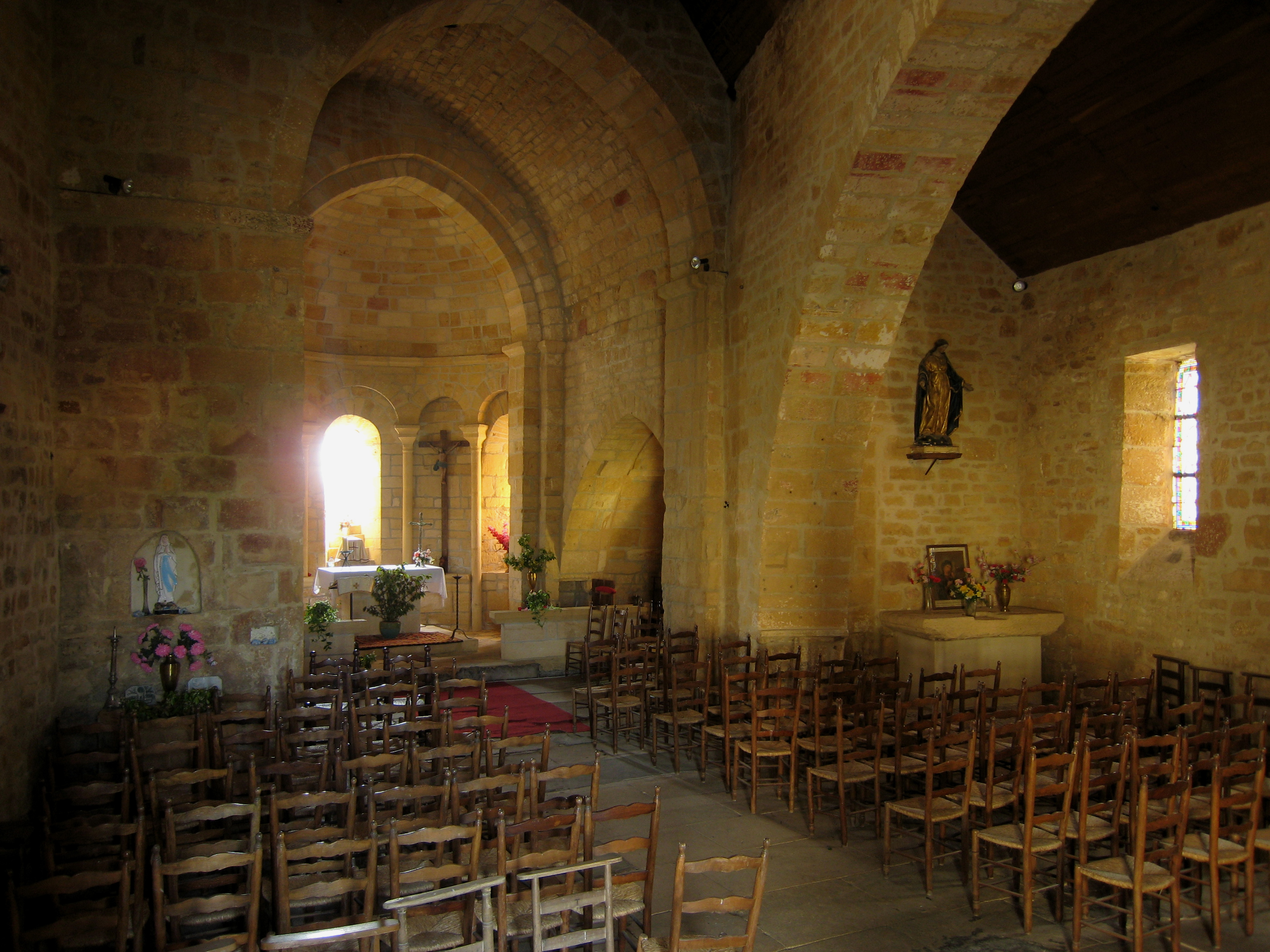
Kirchengebäude – Innenraum
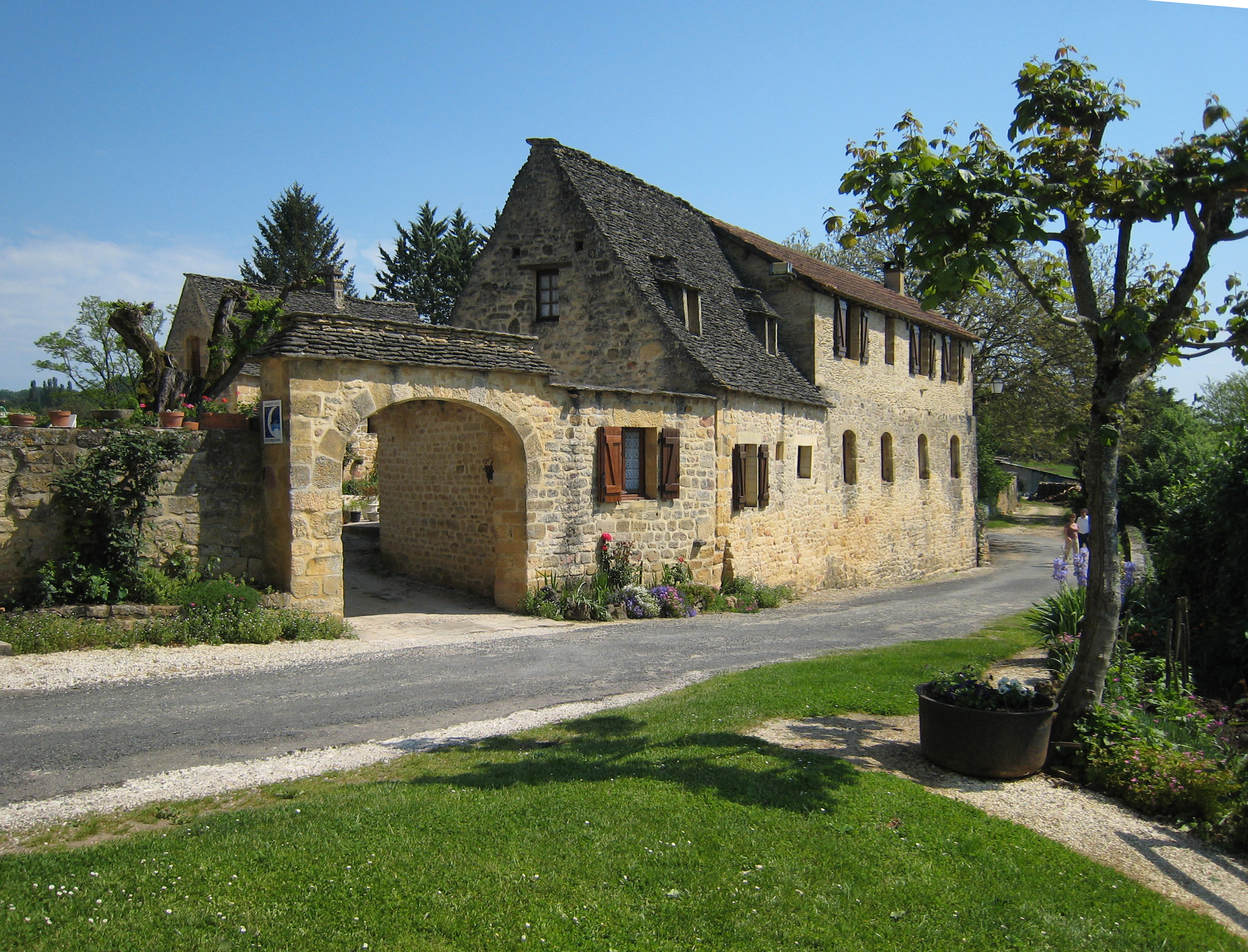
Gebäude gegenüber der Kirche
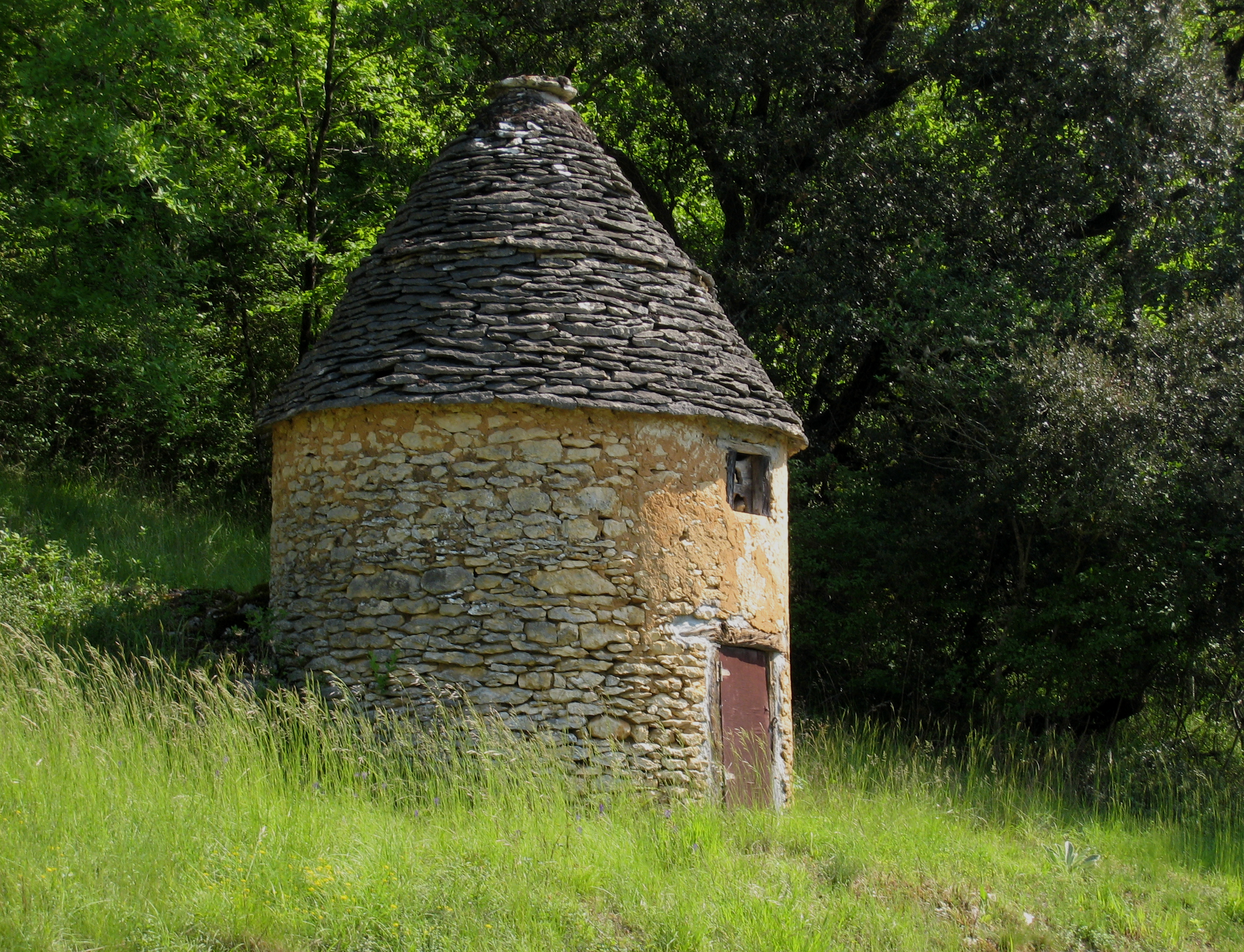
Steingedeckte Hütte am Straßenrand

## Bevölkerungsentwicklung
| Jahr                       | 1962 | 1968 | 1975 | 1982 | 1990 | 1999 | 2006 | 2016 |
| Einwohner                  | 333  | 316  | 282  | 284  | 313  | 317  | 301  | 383  |
| Quellen: Cassini und INSEE |      |      |      |      |      |      |      |      |